# Compensa
A Compensa é um bairro de Manaus, capital do estado brasileiro do Amazonas. Localiza-se na Zona Oeste da cidade. Possui uma área de 508,27 quilômetros quadrados e é o quarto bairro mais populoso de Manaus, com 89 645 habitantes.
Integram o bairro: os conjuntos Ipase e Rio Xingu; os loteamentos Parque Aruanã, Promorar Compensa e Oscar Borel; as vilas militares Plácido de Castro (parcialmente) e ASA. E alguns condomínios ali situados.

## Bairros próximos
| - Nova Esperança - Ponta Negra - Santo Agostinho | - Santo Antônio - São Jorge - Vila da Prata |